# Paul Neuhuys
Paul François Désiré Neuhuys (Antwerpen, 16 september 1897 - 16 september 1984) was een Vlaams avant-garde dichter, kunstcriticus en schrijver die voornamelijk in de Franse taal publiceerde.

## Geboorte en Levensloop
Neuhuys werd geboren in Antwerpen in een dynastie van Nederlandse kunstschilders. Zijn moeder kwam uit Zwitserland.
In 1924 huwde hij met Marie-Georgette Nyssens, waarmee hij twee kinderen kreeg.
Hij overleed in 1984 en werd begraven op de begraafplaats van Deurne.

## ça ira
Samen met Willy Koninck stichtte hij het literaire tijdschrift ça ira op.
Dit avant-garde tijdschrift kreeg de steun van onder meer Jean Cocteau, Pascal Pia en André Salmon.
Het gaf mede bekendheid aan auteurs als Michel de Ghelderode, Henri Michaux en Charles Plisnier.

## Esoterie
Neuhuys bewoog zich onder de Antwerpse theosofen en was lid van de Branche Persévérance van de Theosofische Vereniging, die een aantal bekende kunstenaars telde en onder leiding stond van Frans Wittemans.

## Werken
- Nutilité (geïllustreerd door Léon Spilliaert)
- La Source et l'Infini (1914)
- Loin du tumulte (1918)
- Le Canari et la Cerise (1921)
- Le Zèbre handicapé (1922)
- L'Arbre de Noël (1927)
- Le Marchand de sable (1931)
- Naissance d'Adonis (1932)
- Dans le Monde du Sommeil (1933)
- Zibeline ou ce qui est différé devient indifférent. Pièce en trois actes (1933)
- Asvlamor (1935)
- La Fontaine de Jouvence (1936)
- Fables (1939) (geïllustreerd door Yetta Nyssens)
- Inutilités (1941)
- Message - Parentales - Message - Tour d'Horizon (1941)
- Les poivriers de Béotie. Met negen tekeningen en een buiten-tekst plaat van Jan Vaerten (1941)
- Le Secrétaire d'acajou (1946)
- La joueuse d'ocarina (1947)
- Les Archives du Prieuré (1953)
- Salutations anversoises. Florilège. Préface par Norge. (1954)
- La Draisienne de L'Incroyable (1959)
- Le Carillon de Carcassonne (1961)
- Le Cirque Amaryllis (1963)
- L'Herbier magique d'Uphysaulune (1972)
- On a beau dire (1921-1977) - anthologie
- Octavie. Place Verte - Le Spéculum d'Euclide - Octavie- Le Cinéma du Samedi (1977)
- L'Agenda d'Agénor. Bel Aubepin ravi. Que sont nos amis devenus... (1984)
- Essais et anthologies critiques
- Juvenilia (Anthologie de l'enfant) , 1932
- Mémoires à dada, Le Cri, Bruxelles, 1996
- Soirées d'Anvers. Notes et essais, Pandora, Gand, 1997
- Dada ! Dada ? Poèmes 1920-1977, traduit et postfacé par Henri-Floris Jespers, Uitgeverij Jef Meert, Anvers, 2000